# Primera División Uruguaya 1969
Il campionato era formato da undici squadre e il Nacional vinse il titolo.

## Classifica finale
| Pos. | Squadra           | G  | V  | N | P  | GF | GS | Punti |
| ---- | ----------------- | -- | -- | - | -- | -- | -- | ----- |
| 1    | Nacional          | 20 | 16 | 4 | 0  | 47 | 8  | 36    |
| 2    | Peñarol           | 20 | 12 | 6 | 2  | 33 | 12 | 30    |
| 3    | Bella Vista       | 20 | 9  | 5 | 6  | 25 | 15 | 23    |
| 4    | Racing Montevideo | 20 | 7  | 7 | 6  | 25 | 25 | 21    |
| 5    | Sud América       | 20 | 7  | 6 | 7  | 25 | 20 | 20    |
| 6    | River Plate       | 20 | 6  | 8 | 6  | 24 | 28 | 20    |
| 7    | Cerro             | 20 | 5  | 6 | 9  | 12 | 20 | 16    |
| 8    | Defensor          | 20 | 4  | 7 | 9  | 13 | 30 | 15    |
| 9    | Rampla Juniors    | 20 | 3  | 8 | 9  | 17 | 35 | 14    |
| 10   | Liverpool         | 20 | 4  | 6 | 10 | 15 | 25 | 14    |
| 11   | Danubio           | 20 | 3  | 5 | 12 | 16 | 34 | 11    |

G = Partite giocate; V = Vittorie; N = Nulle/Pareggi; P = Perse; GF = Goal fatti; GS = Goal subiti; 

## Classifica marcatori
| Gol |  |  | Giocatore   | Squadra  |
| --- |  |  | ----------- | -------- |
| 24  |  |  | Luis Artime | Nacional |